# Fågelsnultra
Fågelsnultra (Gomphosus varius) är en fiskart som beskrevs av Lacepède, 1801. Fågelsnultra ingår i släktet Gomphosus och familjen läppfiskar. IUCN kategoriserar arten globalt som livskraftig. Inga underarter finns listade i Catalogue of Life.